# Friedrich Carl Gröger
Friedrich Carl Gröger (14. oktober 1766 i Plön – 9 November 1838 i Hamburg) var en tysk portrætmaler og litograf.
Groeger var søn af en skrædder i Plön, hvor han voksede op i beskedne kår.
Hans forældre var imod en tidlig markedsføring af hans talent. Han var stort set selvlært som maler, men havde helt sikkert været i kontakt med Lübeck Johann Jacob Tischbein i 1785 og bosatte sig i Lübeck. Her fandt han i Heinrich Jacob Aldenrath hans første og mest loyale discipel og livslang ven, alle rejser foretog de sammen, de havde atelier, fællesskole og boede sammen til døden skilte dem.
Begge studerede fra 1789 på Akademie der Künste i Berlin. De gik sammen til Hamburg og flyttede derefter, gennemførte en fælles studietur til Dresden og Paris, tilbage til Lübeck, hvor de arbejdede indtil 1807. Fortsætter skiftevis mellem Hamborg, København, Kiel og Lübeck, de bosatte sig permanent i Hamburg i 1814.
Gröeger var en af de mest respekterede portrætmalere af sin tid i det nordlige Tyskland. Hans værker er at se i mange museer, som Hamburger Kunsthalle, samt i det nordlige Tyskland, især Holstein, og i danske private samlinger.

## Ekstern henvisning
- Friedrich Carl Gröger på Kunstindeks Danmark/Weilbachs Kunstnerleksikon

- Wikimedia Commons har flere filer relateret til Friedrich Carl Gröger